# Sabino Sánchez Parra
Sabino Sánchez Parra, (nacido el 14 de febrero de 1978) es un futbolista español. Ha jugado en Primera división española en las filas del CA Osasuna, club que lo fichó del CD Badajoz. Tras jugar en segunda B con Mérida y Extremadura UD, fichó por el Badajoz para jugar en tercera división. Se retiró en el equipo donde empezó a formarse, U.C. La Estrella, y se despidió de la mejor manera, subiendo a Tercera División. 

## Trayectoria
Pocos aficionados del CA Osasuna habrán olvidado el nombre de Sabino Sánchez Parra. Su nombre quedó grabado a fuego en la conciencia colectiva rojilla cuando, a principios del presente siglo, formó junto a Mariano Andrés Armentano una de las duplas atacantes más carismáticas de la historia del conjunto navarro.
El futbolista de Los Santos de Maimona es un auténtico trotamundos del fútbol, solo así se explica que en sus casi 20 años de carrera haya pasado por hasta nueve equipos diferentes. La mayoría de su vida futbolística ha transcurrido por equipos que militaban en Segunda División o en Segunda División B. Su única experiencia en la máxima categoría del fútbol nacional le llegaría tras fichar en el año 2000 por el CA Osasuna con el que disputaría dos discretas temporadas. La Tercera División ha sido su categoría desde que descendiera a ella con el Extremadura UD en el año 2011.
Criado futbolísticamente en la Unión Cultural La Estrella, Sabino disputaría con apenas 19 años sus primeros minutos con el primer equipo del CD Badajoz, que entrenaba por aquel entonces Miguel Ángel Lotina, y que contaba en sus filas con gente como Pedro Munitis, o los a la postre rojillos Gerardo y el portero Emilio. Buscando minutos, ya que esa temporada prácticamente no iba a disponer de oportunidades, se optó por probar una cesión al Málaga, donde tampoco tuvo suerte y únicamente disputó ocho partidos.

Volvió al año siguiente a las filas del CD Badajoz tras la cesión fallida al conjunto malagueño, y esta vez las cosas le fueron mejor. Si bien en la primera temporada de las dos que estuvo en el conjunto blanquinegro no terminó de despuntar, en la segunda sí lo haría y de forma notable. Tanto, que llamó la atención de un recién ascendido a Primera División como Osasuna, que vio en sus 7 goles en 25 partidos un registro suficiente para apostar por él.
Sabino y Armentano: Un binomio casi inseparable que representa una época de la historia rojilla
De la mano de Lotina, que lo conocía de su etapa con el equipo pacense, y como un auténtico desconocido, desembarcaba en Pamplona. Eran tiempos de ilusión en la vieja Iruñea. La ciudad había visto ascender a su equipo a la máxima categoría cuando aún tenía el susto de la primavera de 1997 en el cuerpo. Sabino llegaba para completar junto con Armentano e Iván Rosado la delantera que debía mantener al equipo en Primera.
Aquí nace la leyenda rojilla de Sabino y Armentano. Estuvieron dos campañas en las filas rojillas, llegaron y se marcharon a la vez, y su rendimiento en el campo fue parejo. Entre ambos apenas firmaron 13 goles en dos temporadas completas. Les tocó vivir a la sombra del gran goleador que era Iván Rosado el primer año, y de este y de John Aloisi el segundo, por lo que la empresa tampoco era fácil. Sus nombres adquieren relevancia histórica porque representan en el subconsciente rojillo, además de un binomio casi inseparable, una época en la que los fichajes eran discretos, tanto en nombre como en desembolso y calidad técnica.
Le tocó vivir a la sombra de Iván Rosado primero, y John Aloisi después
En los dos años que permaneció en el conjunto navarro, y gracias también a la aportación de Sabino (5 goles en 48 partidos), el equipo se mantuvo en Primera División. Lejos del rendimiento esperado por parte del club, el santeño fue traspasado en 2002 al Polideportivo Ejido, que militaba por aquel entonces en la categoría de plata. En los tres años que estuvo en el equipo celeste disputó 75 partidos, marcando un total de 12 goles.
En el 2005 da comienzo una andadura de seis años por Segunda B. En estos seis años pasó por el FC Cartagena (55 partidos y 21 goles) y el Merida UD (59 partidos y 22 goles) donde estuvo dos años, y por el Benidrom (31 partidos y 13 goles) y el Extremadura UD (32 partidos y 6 goles). Con el descenso de este último equipo en 2011 Sabino disputó sus últimos partidos en la categoría de bronce.
Permanecería en el Extremadura UD las siguientes dos temporadas, compitiendo en Tercera División y logrando 13 goles en 60 partidos. En el verano de 2013 ficharía por otro equipo importante de la categoría y de la misma provincia, el Badajoz CF, donde iba a participar en 31 encuentros logrando 9 tantos. Este verano, le han quedado fuerzas para darle otra vuelta de tuerca a su carrera futbolística y ha decidido volver al Extremadura UD, equipo de donde salió hace apenas un verano. Cabe reseñar que tras dos jornadas de liga, el conjunto azulgrana es líder de la categoría, al haber endosado sendos 4-1 a sus dos primeros rivales.
Consejero de Deportes
Sabino Sánchez Parra compagina desde marzo de 2013 su actividad futbolística con el servicio público. Y es que desde entonces, el ex-osasunista ocupa el cargo de Consejero de Deportes por el Partido Popular en el ayuntamiento de Los Santos de Maimona, localidad natal del futbolista ubicada en la provincia de Badajoz.
Actualmente regenta como entrenador de la U.C. La Estrella desde el 2017, donde se retiró como jugador subiendo a Tercera División, mejor imposible.

## Clubes
| Club                        | País              | Año       |
| --------------------------- | ----------------- | --------- |
| UC La Estrella              | Bandera de España | 1986-1996 |
| CD Badajoz                  | Bandera de España | 1997-1998 |
| Málaga CF                   | Bandera de España | 1997-1998 |
| CD Badajoz                  | Bandera de España | 1998-2000 |
| CA Osasuna                  | Bandera de España | 2000-2002 |
| Poli Ejido                  | Bandera de España | 2002-2005 |
| FC Cartagena                | Bandera de España | 2005-2007 |
| Mérida UD                   | Bandera de España | 2007-2009 |
| Benidorm CF                 | Bandera de España | 2009-2010 |
| Extremadura Unión Deportiva | Bandera de España | 2010-2013 |
| Badajoz                     | Bandera de España | 2013-2014 |
| Extremadura UD              | Bandera de España | 2014-2015 |
| UC La Estrella              | Bandera de España | 2015-2016 |